# Primnoa notialis
Primnoa notialis är en korallart som beskrevs av Stephen D. Cairns och Bayer 2005. Primnoa notialis ingår i släktet Primnoa och familjen Primnoidae. Inga underarter finns listade i Catalogue of Life.